# University of Toronto
University of Toronto (U of T) er et statsligt canadisk universitet, der er landets største. Det har sit hovedcampus i Toronto og ydermere campi i Scarborough og Mississauga. Det har ca. 50.000 indskrevne studerende og 2.500 videnskabeligt ansatte, og et årligt budget på ca. 8 mia. kr.
Universitetet blev grundlagt ved et kongeligt brev i 1827 om King's College, og var den første højere uddannelsesinstitution i kolonien Øvre Canada. University of Toronto var oprindeligt knyttet til Church of England og fik sit nuværende navn, da det i 1850 kappede båndene til kirken.
Organisatorisk består universitet af 12 colleges, som alle har et vist selvstyre samt 16 fakulteter, ti universitetshospitaler og flere forskningsinstitutioner. 
Akademisk er universitet særligt kendt for sin forskning og uddannelse indenfor litteraturkritik og kommunikationsteori, kendt som Toronto-skolen. Universitetet var desuden stedet, hvor forskningen i insulin og stamceller påbegyndtes, ligesom det blev opdaget her, at Cygnus X-1 er et sort hul. 
University of Toronto som et af to universiteter uden for USA medlem af Association of American Universities.